# Henrietta Johnston
Henrietta de Beaulieu Dering Johnston (* ca. 1674 in Nordwest-Frankreich; † 9. März 1729 in Charleston) war eine Malerin unbekannter Herkunft, die von ca. 1708 bis zu ihrem Tode in den Dreizehn Kolonien aktiv war. Sie ist sowohl die früheste überlieferte weibliche Künstlerin als auch die erste bekannte Pastellmalerin, die in den englischen Kolonien arbeitete, und ist die erste bekannte Porträtistin im Gebiet der späteren Südstaaten.

## Leben

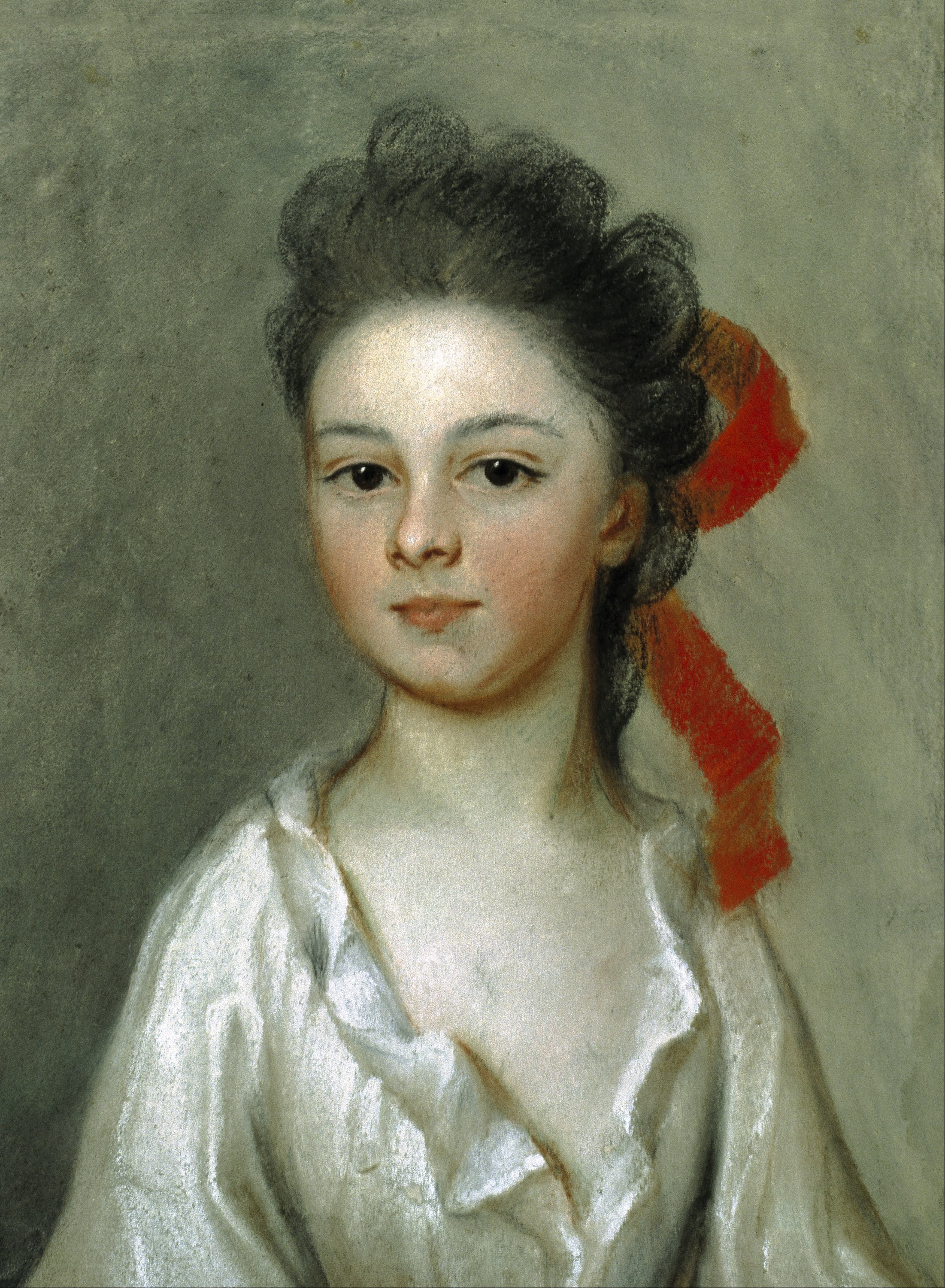
Henriette Charlotte Chastaigner (Mrs. Nathaniel Broughton), Pastell auf Papier, 1711, Gibbes Museum of Art, Charleston, SC

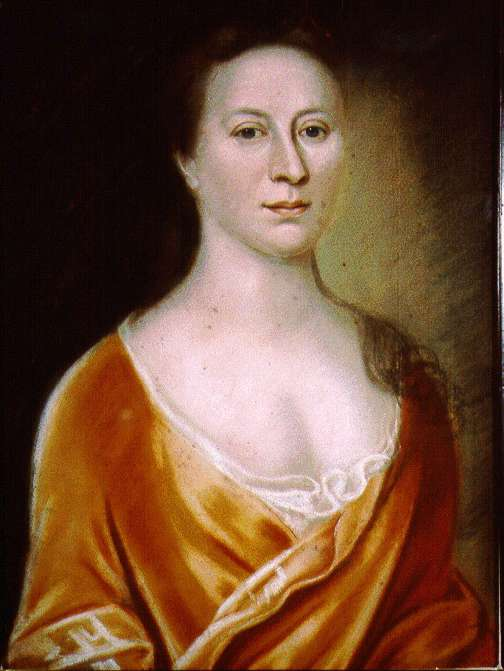
Anna Cuyler (Mrs. Anthony) Van Schaick, Pastell auf Papier, ca. 1725, New York State Museum, Albany, NY

Sowohl das Datum als auch der Ort von Johnstons Geburt sind unbekannt; eine Geburt in den 1670er Jahren im Nordwesten Frankreichs, in der Nähe der Stadt Rennes wird argumentiert. Ihre Eltern, beide französische Hugenotten, waren Francis (möglicherweise Cézar) und Suzanna de Beaulieu. Die Familie wanderte entweder 1685 oder 1687 nach London aus. 1694 heiratete Henrietta Robert (möglicherweise William) Dering, den fünften Sohn von Sir Edward Dering, 2. Baronet, und dessen Frau Mary. Sie und ihr Mann zogen dann nach Irland. Während dieser Zeit begann Johnston, Pastelle zu malen. Ihre frühesten Porträts zeigen eine Reihe von einflussreichen Personen, mit denen sie durch Heirat verwandt war; darunter waren John Perceval, 1. Earl of Egmont, und einer der Earls of Barrymore. Ihr frühestes erhaltenes Pastell stammt aus dem Jahr 1704.
Dering starb um 1704 und ließ Johnston als Witwe mit zwei Töchtern zurück. 1705 heiratete sie erneut, diesmal den anglikanischen Geistlichen Gideon Johnston, einen Absolventen des Trinity College Dublin, der damals als Vikar in Castlemore diente. Zwei Jahre später wurde er von der Society for the Propagation of the Gospel in Foreign Parts (Gesellschaft für die Verbreitung des Evangeliums in der Fremde) zum Kommissar der Kirche von England in den Provinzen North und South Carolina und auf den Bahamas ernannt. Er sollte zudem als Rektor der St. Philip’s Episcopal Church in Charleston wirken. Das Leben des Ehepaars in den Kolonien war wegen Krankheit, Mangel und großen Entfernungen hart; Johnston schrieb häufig an die Gesellschaft wegen Verzögerungen bei der Zahlung seines Gehalts. In einem seiner Briefe an seinen Gönner Gilbert Burnet aus dem Jahr 1709 erwähnt Johnston, dass „were it not for the assistance my wife gives by drawing of Pictures (which can last but a little time in a place so ill peopled) I should not be able to live“, was darauf hindeutet, dass Henrietta wieder mit dem Zeichnen begonnen hatte, um das Einkommen des Paares aufzubessern. Ein anderer Brief, der ein Jahr später datiert ist, verrät, dass ihr das Zeichenmaterial ausgegangen war und sie unter einer längeren Krankheit litt. Johnston reiste 1711–1712 einmal nach England zurück; auch ihr Mann kehrte 1713–1715 einmal dorthin zurück. Er starb 1716 bei einem Bootsunfall, nicht lange nach seiner Rückkehr nach Charleston.
Über Johnstons späteres Leben in den Kolonien ist wenig bekannt. Es ist bekannt, dass sie irgendwann nach New York City reiste, da vier Porträts aus dem Jahr 1725 existieren, die Mitglieder einer Familie aus dieser Stadt zeigen. Sie kehrte irgendwann vor ihrem Tod 1729 nach Charleston zurück.
Johnston und ihr zweiter Ehemann sind zusammen auf dem Friedhof der St. Michael’s Episcopal Church in Charleston begraben. Eine ihrer Töchter aus erster Ehe, Mary Dering, wurde später Hofdame der Töchter von Georg II.

## Werke
Es ist nicht bekannt, ob Johnston Malerei und Zeichnen studiert hat; angesichts der Raffinesse ihrer Arbeiten ist es jedoch wahrscheinlich, dass sie eine formale Ausbildung bekommen hatte. Ähnlichkeiten zwischen ihren Pastellen und den Werken des Künstlers Edmund Ashfield und seines Schülers Edward Lutterell könnten auf diese Schule als Lehrer hinweisen.
In Pose und Farbgebung ähneln viele von Johnstons Porträts stark denen von Sir Godfrey Kneller, die zu dieser Zeit in Großbritannien und den Kolonien stark in Mode waren. Ihre Pastelle aus Irland sind in tiefen Erdtönen gezeichnet, während die aus ihrer Zeit in South Carolina im Allgemeinen heller und kleiner sind, was wahrscheinlich auf die Verfügbarkeit und die Kosten für die Materialien zurückzuführen ist, die importiert werden mussten. Die irischen Werke, die von allen ihren Arbeiten die meiste Liebe zum Detail zeigen, stellen die Dargestellten in Dreiviertellänge dar, ebenso wie die frühesten ihrer Pastelle aus Carolina. Johnstons amerikanische weibliche Darstellungen tragen in der Regel eine Hemdbluse, während die männlichen Darstellungen meist in Straßenkleidung gezeichnet sind; einige der letzteren sind in einer Rüstung dargestellt. Alle Darstellungen zeigen die Dargestellten aufrecht sitzend, wobei der Kopf häufig in einem leichten Winkel zum Körper und zum Betrachter gedreht ist. Die Gesichter werden typischerweise von großen ovalen Augen dominiert. Werke, die nach dem Tod ihres zweiten Mannes entstanden, sind weniger perfekt ausgearbeitet; die Details der Kleidung sind weniger gut definiert und die Farben sind weniger gesättigt, was entweder darauf hindeutet, dass der Künstlerin die Materialien ausgingen oder dass sie mit größerer Geschwindigkeit arbeitete, um Aufträge zu erfüllen.
Johnston signierte ihre Porträts in der Regel auf der Holzrückseite, wobei sie der Reihe nach ihren Namen, den Ort der Fertigstellung und das Datum der Fertigstellung vermerkte. Eine typische Signatur ist die Inschrift auf der Rückseite ihres Porträts von Philip Perceval: Henrietta Dering Fecit / Dublin Anno 1704.  Johnston war fast ausschließlich Porträtistin; die einzigen Landschaften, die ihrer Hand zugeschrieben werden, sind die Hintergründe von zwei Kinderporträts aus New York, die auch ihre einzigen bekannten Bilder von Kindern sind.
Es sind etwa vierzig Porträts von Johnston bekannt, von denen viele noch die Originalrahmung mit ihrer Signatur haben. Porträtiert sind meist Mitglieder ihres gesellschaftlichen Umfelds und später der Gemeinde ihres Mannes in Charleston, wie z. B. Oberst William Rhett. Viele ihrer Porträts aus South Carolina zeigen Mitglieder hugenottischer Familien, die sich in der Neuen Welt niedergelassen hatten, darunter die Prioleaus, Bacots (darunter Pierre Bacot und seine erste Frau Marianne Fleur Du Gue) und DuBoses (darunter Judith DuBose). Einige ihrer Werke befinden sich heute im Gibbes Museum of Art in Charleston, weitere Stücke sind im Museum of Early Southern Decorative Arts, dem Metropolitan Museum of Art und dem Greenville County Museum of Art zu sehen.
Neun Porträts, die jeweils Mitglieder der Familien Southwell und Perceval abbilden, befanden sich im Besitz des amerikanischen Denkmalpflegers Jim Williams und wurden in seinem Mercer House in Savannah, Georgia, ausgestellt. Sieben sind mit „Dublin, Irland“ beschriftet und auf die Jahre 1704 bis 1705 datiert. Sie wurden im Jahr 2000 von Sotheby’s zum Verkauf angeboten, sieben mit ihren Originalrahmen.

## Nachleben
Judy Chicago widmete Henrietta Johnston eine Inschrift auf den dreieckigen Bodenfliesen des Heritage Floor ihrer 1974 bis 1979 entstandenen Installation The Dinner Party. Die mit dem Namen Henrietta Johnston beschrifteten Porzellanfliesen sind dem Platz mit dem Gedeck für Anne Hutchinson zugeordnet.